# 브와디스와프 1세 헤르만

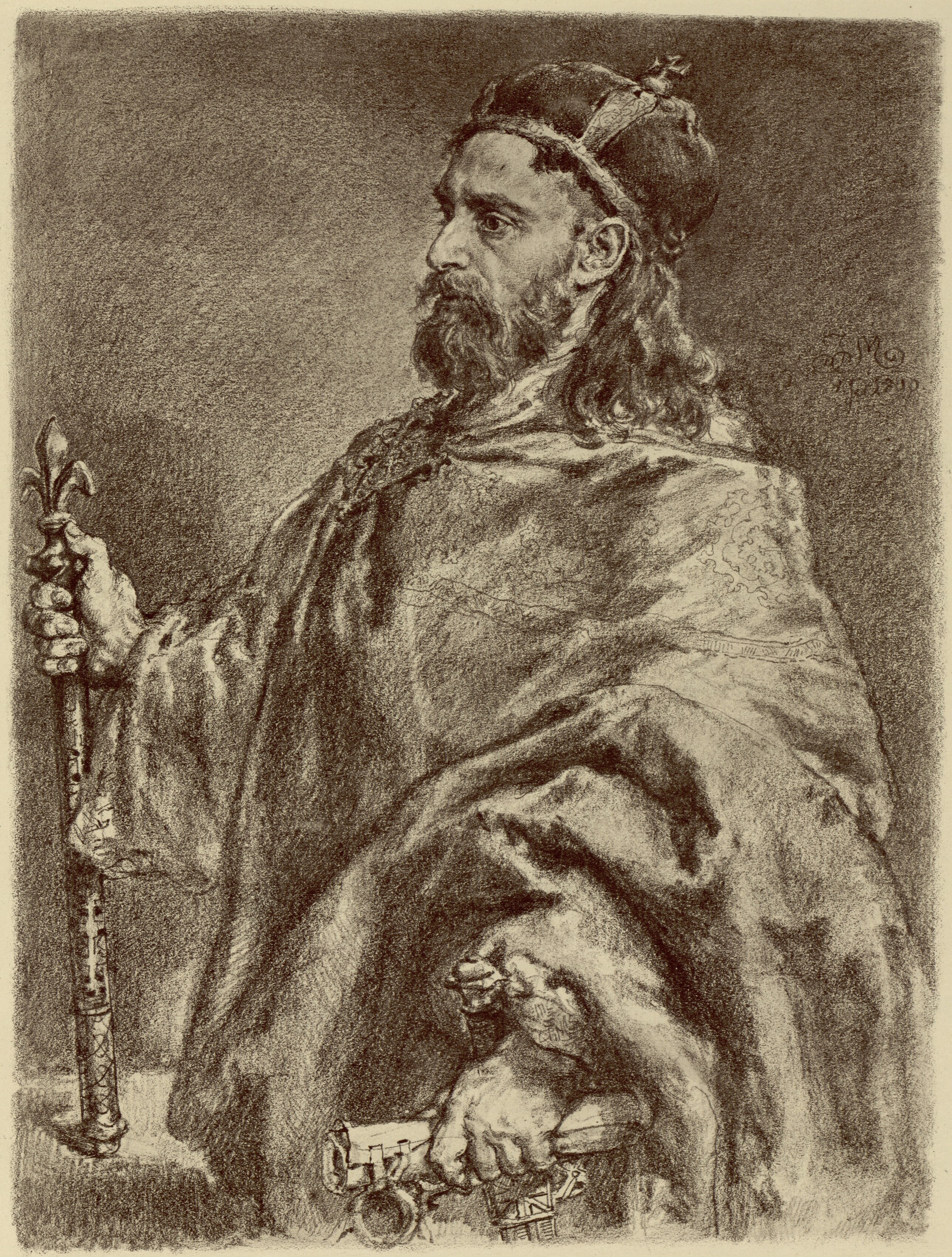
브와디스와프 1세 헤르만

브와디스와프 1세 헤르만(폴란드어: Władysław I Herman, 1044년경 ~ 1102년 6월 4일)은 폴란드의 공작(재위: 1079년 ~ 1102년)이다.
카지미에시 1세 오드노비치엘의 둘째 아들이며 그의 어머니는 키예프 대공국의 블라디미르 1세 대공의 딸인 마리아 도브로니에가이다. 1079년 폴란드를 떠난 자신의 형인 볼레스와프 2세로부터 공작 직위를 승계받았다.

## 자녀
- 즈비그니에프 (사생아)
- 볼레스와프 3세 (보헤미아의 블라디슬라프 2세 공작의 딸인 유디트의 아들)